# Куяштир
Куяшти́р (рос. Куяштыр, башк. Ҡуяштыр) — село у складі Аскінського району Башкортостану, Росія. Входить до складу Аскінської сільської ради.
Населення — 322 особи (2010; 358 у 2002).
Національний склад:
- росіяни — 61 %
- башкири — 30 %